# Nevěsta messinská (Vaccai)
Nevěsta messinská (v italském originále La sposa di Messina) je dvouaktová tragická opera (dramma tragico, melodramma tragico) italského skladatele a hudebního pedagoga Nicoly Vaccaie. Libreto napsal básník Jacopo Cabianca (1809–1878) na námět stejnojmenné tragédie německého raně romantického básníka a dramatika Friedricha Schillera. Měla premiéru 2. března 1839 v benátském divadle Teatro La Fenice.

## Vznik a historie díla
Nevěsta messinská je šestnáctá a předposlední opera Nicoly Vaccaie. Vaccai byl koncem 30. let 19. století na vrcholu svých sil i slávy, když získal od impresária benátského divadla La Fenice Alessandra Lanariho zakázku s volností výběru námětu i libretisty. Literárně vzdělaný skladatel si zvolil za podklad opery drama Friedricha Schillera, podle jehož hry již roku 1827 napsal, rovněž pro La Fenice, operu Jana z Arku (Giovanna d'Arco). Schillerova dramata často sloužila jako operní náměty, ale Nevěstu messinskou – přes zjevné „operní“ rysy – nezhudebnil nikdo před Vaccaiem a ani dlouho po něm, až do Nevěsty messinské Otakara Hostinského a Zdeňka Fibicha z roku 1884. Vaccai si za libretistu zvolil mladého a talentovaného básníka Jacopa Cabiancu, bratrance své ženy Giulii Puppatiové. Jak básník, tak ředitelství divadla měli o pochmurném námětu pochybnosti, ale skladatel prosadil svou s podporou předurčené představitelky hlavní role messinské kněžny Isabelly (podle moderní kritiky „velká role, na jejíž zpívání by divy belcanta měly stát frontu desítky let“), totiž sopranistky Caroliny Ungherové.
Premiéra díla byla z různých důvodů – zpoždění skladatele, indispozice zpěváků – několikrát odložena a konala se nakonec 2. března 1839. Dopadla však špatně. Zatímco první jednání se líbilo, scény se zrádným bratrovražedným soubojem a zvláště s Emanuelovou mrtvolou na jevišti (jak se ředitelství předem oprávněně obávalo) obecenstvo znechutily a v hlasitých projevech jeho nesouhlasu řada efektních hudebních prvků, na jejichž kvalitě i účinku si skladatel zakládal, zanikla. Na následující den bylo již oznámeno slavnostní představení Vaccaiovy opery, a proto nebyla ihned stažena, ale hrál se pouze první akt; místo druhého aktu Nevěsty messinské se hrálo druhé dějství Donizettiho Parisiny. Tím kariéra této opery v Benátkách skončila.
Po této nezdařené inscenaci nebyla již opera uvedena po 180 let, až 18. července 2009 byla opět provedena koncertně na festivalu belcanta Rossini in Wildbad. Záznam koncertu je dostupný jako CD nahrávka. Podle moderní kritiky ukázala, že „Vaccaj je přitažlivý, byť ne zvlášť původní melodik. Ale jeho smysl pro divadlo je mimořádný a opera má neúprosný dramatický tah, který ji činí neodolatelnou.“
Tištěné libreto opery vydal v roce 1839 benátský tiskař Giuseppe Molinari.

## Osoby a první obsazení
| osoba                                                                  | hlasový obor | premiéra (2.3.1839) |
| ---------------------------------------------------------------------- | ------------ | ------------------- |
| Donna Isabella, kněžna messinská                                       | soprán       | Carolina Ungher     |
| Don Emanuele, její syn                                                 | tenor        | Napoleone Moriani   |
| Don Cesare, její druhý syn                                             | baryton      | Giorgio Ronconi     |
| Beatrice                                                               | mezzosoprán  | Rosina Mazzarelli   |
| Diego                                                                  | bas          | Eugenio Pizzolato   |
| Emanuelova a Cesarova družina, královniny dvorní dámy, vojáci, dvořané |              |                     |

## Děj opery
Děj se odehrává v Messině v neurčené době.

### 1. dějství
(Dvorana královského paláce v Messině. Normansko-saracénská architektura)
Ve dvoraně královského paláce se setkávají družiníci znepřátelených messinských princů, bratrů dona Emanuela a dona Cesara. Jak jim sděluje starý Diego, služebník matky obou bratří kněžny Isabelly, svolala je ovdovělá kněžna s cílem dosáhnout smíru. Cesar a Emanuel současně vstupují; nejprve oba po straně přemítají, zda spolu mají promluvit, pak se přátelsky pozdraví smírnými slovy, ale brzy jsou opět ve střetu. Cesare nabízí Emanuelovi vládu nad Syrakusami, zatímco on by si podržel zbytek messinského území. To Emanuel odmítá jako nespravedlivé a bratři se pustí do hádky. Diego se je marně snaží mírnit, zatímco obě družiny podporují své velitele v bojové náladě; nakonec všichni rozhořčeně odcházejí. (Předehra a č. 1: introdukce O ben giunti! … Ecco i fratei – si avanzano… Come il fratel somiglia a tercet Quanti castei si stendono… Qual ira fatale nel petto vi bolle?)
Přicházející Isabella se svým průvodem tak zastihnou jen Diega. Kněžna veřejně přiznává existenci dcery, která dosud žije v ústraní, aniž by znala své rodiče nebo své bratry. Vysílá Diega, který jediný zná její úkryt, aby ji přivedl; setkání s dosud neznámou sestrou bratry jistě smíří. (Č. 2: recitativ Dunque, amico? a kavatina Isabelly Figli a una sola patria… Pietoso al fato mio)
(Proměna – Zahrada) V jisté zahradě v Messině čeká sličná Beatrice netrpělivě na svého milence Emanuela, který ji odvedl z její lesní poustevny na toto místo. Avšak přicházející muž není Emanuel, ale don Cesare, jenž se sní také náhodně shledal a zamiloval se do ní. Představuje se jí jako messinský princ a chce ji pojmout za manželku. Beatrice jej odmítá, ale obává se ho; Cesare odchází se slibem, že se pro ni vrátí. (Č. 3: romance Beatrice Emanuel! così tu mi hai lasciata, recitativ Esce dal bosco a duet Ignota! Ignota! Ah tu non sai)
(Proměna – Hrobka messinských králů) Emanuele posílá své družiníky, aby odnesli Beatrici dary a svatební šaty; ještě dnes ji chce učinit svou manželkou. Sám pak oslovuje svého mrtvého otce, jehož prosí o přízeň pro svou lásku. (Č. 4: Emanuelova scéna Ite, o fedei a romance Chi fida l'anima, e tutto ilo cor)
Místnost se postupně zaplní Isabellinými dvořany i družinami obou bratrů, přicházejí i Cesare a Isabella. Ta vyzývá oba syny ke smíru a tiskne je na svá ňadra. Dojatí synové uposlechnou a slibují si přátelství. Rozradostněná kněžna jim sděluje, že brzy mezi sebe přijmou sestru, o níž se domnívali, že zemřela ještě v kolébce. Isabellin manžel měl kdysi sen, že by novorozená dcera vyvolala mezi jeho syny bratrovražednou rozepři, a proto ji kázal usmrtit. Isabella ale rozkazu neuposlechla. Svěřila dítě na výchovu poustevníkovi a od té doby je neviděla. Jen Diego věděl, kde se nalézá, a toho vyslala, aby ji nyní přivedl do paláce. Jenže Diego se vrací s nepořízenou, dívku nenašel a zdá se, že ji někdo unesl. Isabellin žal se mění v hněv: žádá své syny, aby nalezli svou sestru i jejího únosce. Emanuele a Cesare přísahají, že dívku zachrání a přivedou zpět matce. (Č. 5: finále primo se sborem Dove in silenzio restasi, tercetem O figli, a voi dal tumulto a arietami Isabely Di lei, che già nascea a La mia figlia, la mia vita a ansámblem Tremi il vil, che in tanto affano)

### 2. dějství

#### Část I
(Odlehlé místo. Zříceniny) Cesarovi družiníci viděli na toto odlehlé místo, kde se má zdržovat Beatrice, přicházet Emanuelovy muže. Když o tom zpraví Cesara, ten pochopí, že mu je jeho bratr sokem v lásce, zapomene na sjednaný smír a v rozčilení přísahá pomstu. Spěchá i se svým oddílem za Beatricí. (Č. 6: sbor Voi pur vedesse a Cesarova árie Voi qui turbati in volto?... Mio fratello? Ei steso! O folle!)
(Proměna – Zahrada jako ve druhém obraze 1. dějství) Emanuele čeká v zahradě na Beatrici. Ta jej vítá znepokojeně, neboť jejich láska je v nebezpečí, a když je zpovzdálí slyšet příchod Cesarovy družiny, vybízí Emanuela, aby se zachránil útěkem. Ale Emanuele si je jist, že mu od Cesara nic nehrozí. Cesare tak nalézá svého bratra v Beatricině objetí. Obviňuje Emanuela z toho, že jej chce připravit o nevěstu, Emanuele však tvrdí, že Beatricina láska patří jemu. Beatrici se podaří Emanuela přimět k odchodu, ale rozzuřený Cesare se na něj zezadu vrhne a probodne ho. Zatímco Cesarovi muži odnášení omdlelou Beatrici, Emanuelova družina se sbírá k pomstě a scéna končí vojenskou šarvátkou. (Č. 7: scéna Per la selva vicina, duet O desio della mia vita... Odi lo strepito delle lor voci a tercet Cosi i tuoi giuri serbansi)

#### Část II
(Trůnní sál messinský) Isabelliny dvorní dámy pečují o Beatrici a snaží se ji vzkřísit. Přichází Isabella; shledá, že neznámá Cesarova vyvolená má stejný věk jako její dcera. Když Beatrice přijde k sobě, má vše, co se událo, za zlý sen. Na kněžninu žádost vypráví o své matce: nikdy ji nepoznala, ale její jméno staví hned vedle Božího. Isabella je přesvědčena, že našla svou dceru.
Průvod vedený Diegem přináší Emanuelovu mrtvolu. Beatrice zjišťuje, že její neštěstí nebylo snem. Její matka je zoufalá, oplakává syna a svolává pomstu na toho, kdo jej připravil o život. Vchází Cesare. Isabella k němu běží a žádá ho, aby pomstil bratra, ale Beatrice v něm poznává Emanuelova vraha. Cesare se brání tím, že jej Emanuele chtěl připravit o nevěstu, ale Diego dosvědčuje, že Beatrice je jeho a Emanuelovou sestrou. Zděšený Cesare vidí svůj omyl a nalézá jedinou cestu, jak potrestat své hříchy. Zabije se a umíraje oslovuje svého bratra, s nímž jej spojovala jediná láska. Beatrice utěšuje Isabellu, která zlořečí neúprosnému osudu a žádá nebesa o rychlou smrt. (Č. 8: finále secundo, sbor Sovra il suo viso languido, scéna Isabelly a Beatrice Così di età saria... Dove son io?, smuteční pochod Tra i cavalier bellissimo, zpěv Isabelly Ah! chi mi te uccise, scéna Il sire ci è presso a závěrečný zpěv Isabelly Guarda al sangue, ascolta il pianto)

## Nahrávky
- 2009, zpívají (Isabella) Jessica Pratt, (Don Emanuele) Filippo Adami, (Don Cesare) Armando Ariostini, (Beatrice) Wakako Ono, (Diego) Maurizio Lo Piccolo. Orchestr Virtuosi Brunensis a Brněnský komorní sbor Classica diriguje Antonino Fogliani (živá nahrávka z Rossiniho festivalu ve Wildbadu, Naxos 8.660295-96)